# Maczki (gromada)
Maczki – dawna gromada, czyli najmniejsza jednostka podziału terytorialnego Polskiej Rzeczypospolitej Ludowej w latach 1954–1972.
Gromady, z gromadzkimi radami narodowymi (GRN) jako organami władzy najniższego stopnia na wsi, funkcjonowały od reformy reorganizującej administrację wiejską przeprowadzonej jesienią 1954 do momentu ich zniesienia z dniem 1 stycznia 1973, tym samym wypierając organizację gminną w latach 1954–1972.
Gromadę Maczki z siedzibą GRN w Maczkach (wówczas wsi; obecnie w granicach Sosnowca) utworzono – jako jedną z 8759 gromad na obszarze Polski – w powiecie będzińskim w woj. stalinogrodzkim, na mocy uchwały nr 14/54 WRN w Stalinogrodzie z dnia 5 października 1954. W skład jednostki wszedł obszar dotychczasowej gromady Maczki ze zniesionej gminy Kazimierz w powiecie będzińskim w woj. stalinogrodzkim, a także obszary dotychczasowych gromad Cieśle i Stare Maczki ze zniesionej gminy Sławków w powiecie olkuskim w woj. krakowskim; ponadto, w skład gromady weszły oddziały leśne nr nr 154-158, 162-168, 179-184, 196, 197, 197A i 198-201 z Nadleśnictwa Gołonóg. Dla gromady ustalono 17 członków gromadzkiej rady narodowej
20 grudnia 1956 województwo stalinogrodzkie przemianowano (z powrotem) na katowickie.
1 stycznia 1958 gromadę Maczki zniesiono w związku z nadaniem jej statusu osiedla (1 stycznia 1973 osiedle Maczki stało się częścią miasta Kazimierz Górniczy, a 27 maja 1975 – wraz z nim – częścią Sosnowca).